# 高松泰
高松 泰（たかまつ やすし、1954年2月24日 - ）は、日本の国土交通技官。国土交通省大臣官房審議官や、国土交通省北海道開発局長、国土交通省北海道局長、北海道大学公共政策大学院特任教授等を歴任した。

## 人物・経歴
北海道出身。国家公務員採用上級甲種試験（土木）に合格し、1977年に北海道大学工学部土木工学科を卒業し、北海道開発庁へ入庁。1995年北海道開発局小樽開発建設部小樽道路事務所長。1996年北海道開発局長官房開発調整課防災対策官。
1998年北海道開発局網走開発建設部次長。1999年北海道開発庁地政課事業計画調整官。2001年国土交通省北海道局地政課事業計画調整官。同年国土交通省北海道開発局建設部道路建設課長。
2002年国土交通省北海道開発局建設部道路計画課長。2004年国土交通省北海道局地政課長。2006年国土交通省北海道局参事官。2008年国土交通省大臣官房審議官（北海道局担当）。2010年から国土交通省北海道開発局長を務め、リーマン・ショック後の補正予算を受け、景気対策等のための前倒し発注を進めるなどした。
2012年国土交通省北海道局長。2014年北海道大学公共政策大学院特任教授。2017年北海道大学公共政策大学院客員教授。2018年公益財団法人ツール・ド・北海道協会常務理事。